# Santa Chiara, Neapel

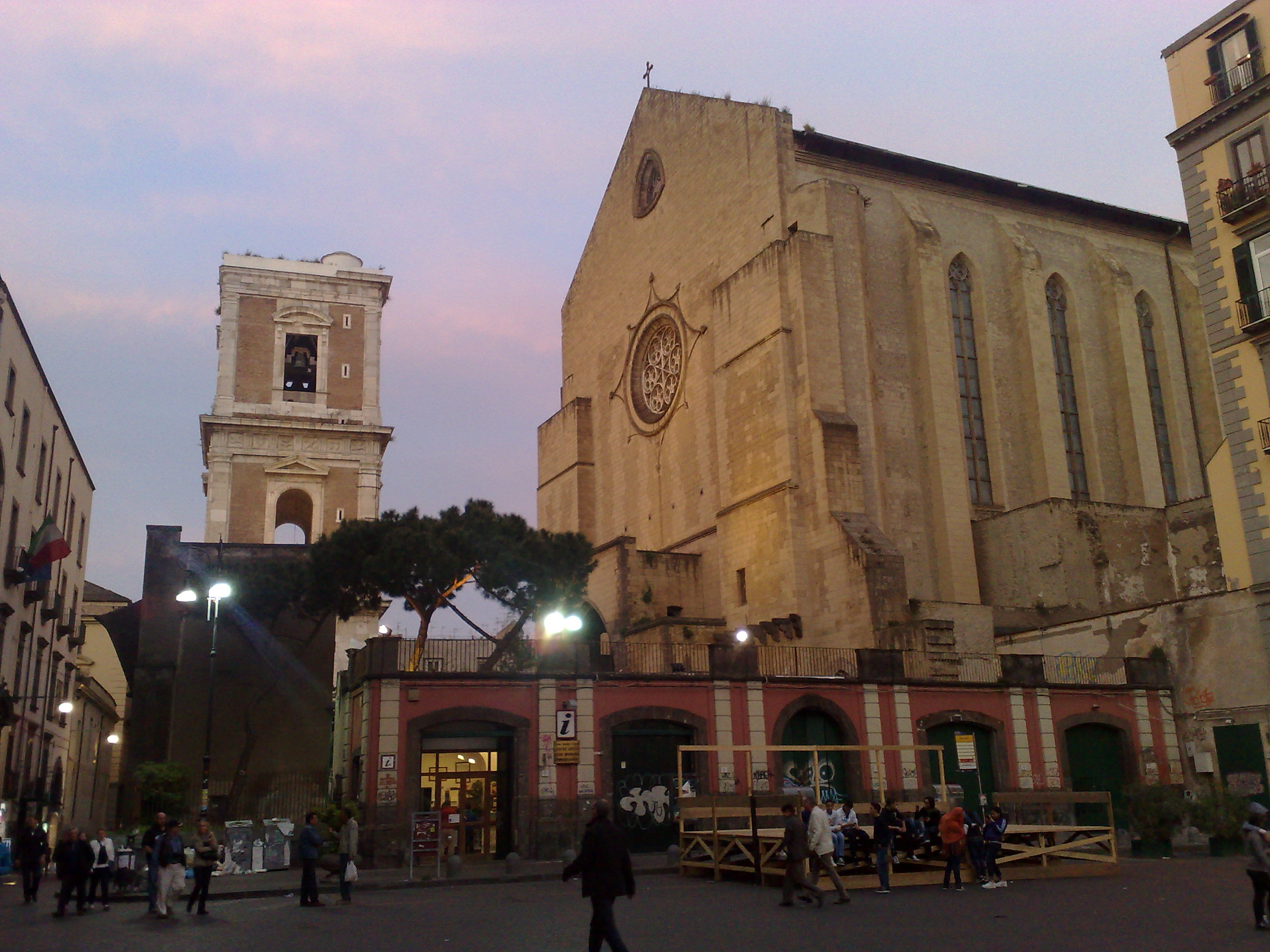
Santa Chiara.

Basilica di Santa Chiara är en klosterkyrka i Neapel och utgör en del av ett större religiöst signifikant område med stora kulturhistoriska värden. Området omfattar förutom kyrkan även ett kloster av Sankta Klaras orden och ytterligare tre kloster samt kyrkan Gesù Redentore e San Ludovico d'Angiò. Kyrkan som har sin ingång på Via Benedetto Croce, som utgör en del av Spaccanopoli, är en gotisk basilika och den största gotiska kyrkan i Neapel. Den byggdes under första hälften av 1300-talet på uppdrag av Robert I av Neapel och Sancha av Mallorca. Kyrkan är helgad åt Klara av Assisi. Den togs i bruk 1340.